# Glenea flavicapilla
Glenea flavicapilla är en skalbaggsart som beskrevs av Louis Alexandre Auguste Chevrolat 1858. Glenea flavicapilla ingår i släktet Glenea och familjen långhorningar.
Artens utbredningsområde är:
- Gabon.
- Ghana.
- Kenya.

Inga underarter finns listade i Catalogue of Life.